# Le Malesherbois
Le Malesherbois es una comuna nueva francesa situada en el departamento de Loiret, de la región de Centro-Valle de Loira.

## Historia
Fue creada el 1 de enero de 2016, en aplicación de una resolución del prefecto de Loiret de 30 de noviembre de 2015 con la unión de las comunas de Coudray, Labrosse, Mainvilliers, Malesherbes, Manchecourt, Nangeville y Orveau-Bellesauve, pasando a estar el ayuntamiento en la antigua comuna de Malesherbes.

## Demografía
| Gráfica de evolución demográfica de Le Malesherbois entre 1800 y 2013 |
|                                                                       |

Los datos entre 1800 y 2013 son el resultado de sumar los parciales de las siete comunas que forman la nueva comuna de Le Malesherbois, cuyos datos se han cogido de 1800 a 1999, para las comunas de Coudray, Labrosse, Mainvilliers, Malesherbes, Manchecourt, Nangeville y Orveau-Bellesauve de la página francesa EHESS/Cassini. Los demás datos se han cogido de la página del INSEE.

## Composición
| Comuna delegada   | Código INSEE | Población (2013) | Superficie (km²) | Densidad (hab./km²) |
| ----------------- | ------------ | ---------------- | ---------------- | ------------------- |
| Coudray           | 45106        | 384              | 12.42            | 31                  |
| Labrosse          | 45057        | 82               | 4.09             | 95                  |
| Mainvilliers      | 45190        | 249              | 10.30            | 24                  |
| Malesherbes       | 45191        | 6140             | 17.61            | 349                 |
| Manchecourt       | 45192        | 684              | 16.23            | 42                  |
| Nangeville        | 45221        | 113              | 8.59             | 13                  |
| Orveau-Bellesauve | 45236        | 462              | 15.80            | 29                  |